# Кузьминка (платформа)
Ку́зьминка — остановочный пункт на участке Москва — Тверь главного хода Октябрьской железной дороги. Находится к юго-западу от деревни Полукарпово Калининского района Тверской области. Название — от имени соседнего села Кузьминское. Как населённый пункт числится в Щербининском сельском поселении с населением 77 человек в 2008 году.
На станции имеются две посадочные боковые платформы, разнесенные друг относительно друга. Переход между платформами осуществляется по деревянным настилам. Турникетами не оборудован. В январе-феврале 2010 года проводился капитальный ремонт пассажирских платформ.

## История
Бывшая станция, в составе Санкт-Петербурго-Московской железной дороги, была открыта в 1 (13) ноября 1851 года под названием Кузьминская и относилась к IV классу. Приказом МПС № 227 от 21 декабря 1850 года утверждено название станции. С 8 (20) сентября 1855 года станция в составе Николаевской железной дороги, и в 1863 году станция получила нынешнее название.
Первоначально на станции было построено две каменные водонапорные башни и две деревянные высокие платформы, по обеим сторонам от путей. В 1864 году произведён передел и удлинение платформ, вместо сгнивших ряжевых платформ построены две новые на каменных столбах с перилами и лестницами площадью 111,5 кв. саж. Во время правления Главным обществом российских железных дорог, с 1868 по 1893 годы, на станции был построен деревянный вокзал, размером 7,70х3,60 саж (15,4х7,2 м). Для предохранения пассажиров, ожидающих прибытия и отправления поездов, в 1892—1893 годах, на платформах строятся деревянные, крытые железом и обшитые с трёх сторон навесы. В 1907—1908 годах произведено расширение пассажирского здания.
С 27 февраля 1923 года, после переименовании дороги, станция в составе Октябрьской железной дороги, приказом НКПС № 1028 от 20 августа 1929 года станция в составе Октябрьских железных дорог, с 1936 года станция в составе Октябрьской железной дороги.

Согласно тарифному руководству № 4 от 1947 года, станция производит операции по приёму и выдачи только повагонных грузов, допускаемых к хранению на открытых площадках. С 1965 года согласно тарифному руководству № 4 производится только продажа билетов на все пассажирские поезда, приём и выдача багажа. Согласно тарифному руководству № 4 от 2001 года станция переведена в остановочный пункт, производимые операции: посадка и высадка пассажиров на пригородные и местные поезда, прием и выдача багажа не производится.
В 1975 году присвоен код ЕСР № 07122., с 1985 года код АСУЖТ (ЕСР) № 061428.
В 1982 году станции присвоен код Экспресс-2 № 34001, с 1994 года новый код Экспресс-3 № 2006001.

## Фотографии

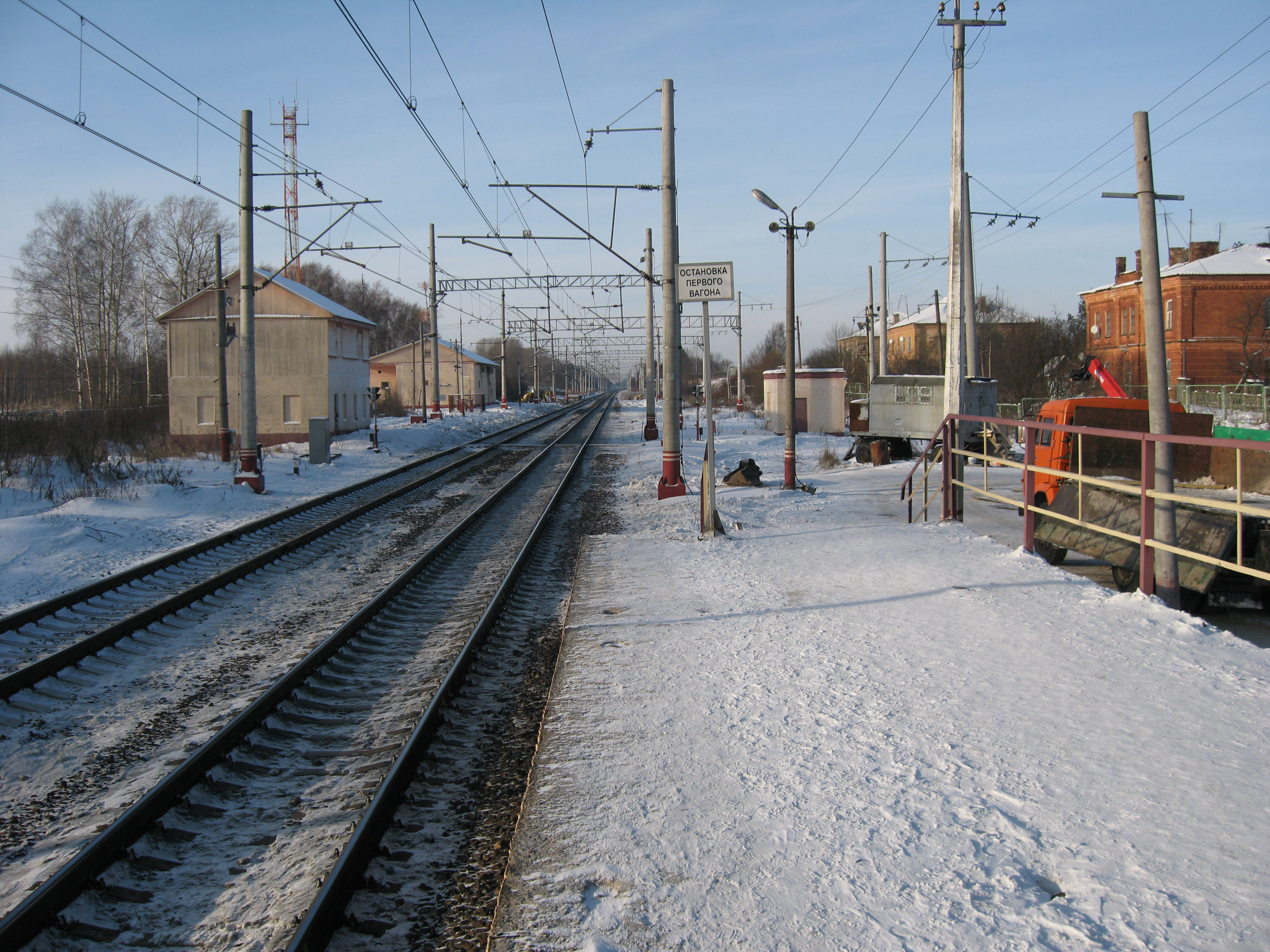
Вид в сторону платформы Чуприяновка